# Нуркаев, Талип Латыпович
Талип Латыпович Нурка́ев (9 марта 1925 — 24 сентября 1997) — военный деятель, автоматчик. Герой Советского Союза (1944), Лауреат Государственной премии СССР (1979)
Почётный гражданин города Октябрьский. Почётный нефтяник СССР. Заслуженный работник нефтяной и газовой промышленности РСФСР, Заслуженный нефтяник Республики Башкортостан.
Член ВКП(б) с 1948 года.

## Биография
Родился 9 марта 1925 года в деревне Устюмово (ныне - Бакалинского района Башкирии) в семье крестьянина. Национальность — татарин.
В 1938 году окончил Мустафинскую семилетнюю школу. До призыва в армию работал пчеловодом в колхозе «Кызыл Куч».

### Служба в армии
В армию СССР призван в феврале 1943 года. На фронте Великой Отечественной войны с ноября 1943 года. В армии был автоматчиком 105-го гвардейского стрелкового полка 34-й гвардейской стрелковой дивизии 46-й армии 3-го Украинского фронта, по званию — красноармеец.
Комсомолец гвардии красноармеец Талип Нуркаев в составе группы из десяти бойцов под командованием гвардии лейтенанта Б. С. Васильева-Кытина участвовал 17-18 апреля 1944 года в 36-часовом бою за плацдарм на правом берегу реки Днестр у села Раскаецы Суворовского района Молдавской ССР. Противотанковой гранатой он уничтожил вражеский наблюдательный пункт (НП). Действуя из засад, лично уничтожил восемнадцать гитлеровцев.

#### Награды
За образцовое выполнение заданий командования и проявленные при этом отвагу и геройство Указом Президиума Верховного Совета СССР от 13 сентября 1944 года Талипу Латыповичу Нуркаеву было присвоено звание Героя Советского Союза с вручением ордена Ленина и медали «Золотая Звезда» (№ 5296).
Также награждён орденами Октябрьской Революции, Отечественной войны 1-й степени, Славы 3-й степени, медалями. Удостоен званий «Почётный нефтяник СССР», «Заслуженный работник нефтяной и газовой промышленности РСФСР», «Заслуженный нефтяник Республики Башкортостан», «Почётный гражданин города Октябрьский».

### Послевоенное время
После войны отважный боец продолжал службу в Вооружённых Силах СССР. В 1946 году Нуркаев окончил Уфимское пехотное училище. В 1947 году капитан Нуркаев ушёл в запас. Жил в городе Октябрьском (Башкортостан), работая старшим оператором по добыче нефти и газа нефтепромысла № 1 треста «Туймазанефть», бригадиром комплексного звена нефтегазодобывающего управления (НГДУ) «Туймазанефть» объединения «Башнефть». В 1980 году был удостоен Государственной премии СССР. Избирался депутатом Верховного Совета Башкирской АССР 9 и 10 созывов.

### Уход из жизни
Скончался 24 сентября 1997 года. Похоронен в городе Октябрьский, Башкортостан.

## Память

### Современные учреждения и монументы
- Октябрьским городским советом ветеранов создан благотворительный фонд, который назван его именем.
- В память о герое установлен памятник в городе Октябрьский.
- Имя Нуркаева Т.Л. высечено на обелиске, установленном у села Раскэець в честь подвига 11 гвардейцев (Мемориал "Высота Ломакина") [3]

### Цитата из наградного листа
… Гвардии красноармеец тов. Нуркаев участник 36-часового боя в группе лейтенанта тов. Васильева-Кытина, которая, имея в своём составе десять гвардейцев, отразила 17 атак гитлеровцев и истребила при этом 250 солдат и офицеров противника.
Группа умелым манёвром в условиях ожесточённого сопротивления врага заняла важную высоту на правом берегу Днестра и, несмотря на численное превосходство немцев, сумела полностью её закрепить за собой. Гвардейцы захватили при этом следующие трофеи: винтовок 45, автоматов 38, пулемётов 5. В условиях весьма ограниченной подброски боеприпасов все бойцы в течение трёх десятков часов вели непрерывный огонь по противнику, умело используя как своё, так и добытое на поле боя оружие.
За время 36-часовой схватки красноармеец Нуркаев проявил беспримерную храбрость и мужество. В момент атаки высоты наши бойцы подверглись сильному обстрелу вражеских миномётов. Немцы реагировали огнём буквально на продвижение каждого человека. Было ясно, что на вершине высоты засели вражеские наблюдатели. Тов. Нуркаев вызвался проникнуть на вершину высоты и уничтожить наблюдательный пункт противника.
Гвардеец, презирая смертельную опасность, проник на вершину высоты и выследил немецкий НП, несмотря на сильный фланговый огонь вражеских автоматчиков, он вплотную подполз к немецкому блиндажу и, улучив момент, бросил вовнутрь его противотанковую гранату. При этом он истребил четырёх офицеров и трёх солдат противника.
Тов. Нуркаев в течение этих боев несколько раз проникал в тыл противника, собирая там оружие, боеприпасы, дважды оставался в засадах, где истребил 18 гитлеровцев.

Тов. Нуркаев за время трехмесячных боёв от Апостолово и до Днестра истребил 65 немцев…